# Prosopis glandulosa
Prosopis glandulosa eller Mesquital är en ärtväxtart som beskrevs av John Torrey. Prosopis glandulosa ingår i släktet Prosopis och familjen ärtväxter.

## Underarter
Arten delas in i följande underarter:
- P. g. glandulosa
- P. g. prostrata
- P. g. torreyana

## Bildgalleri

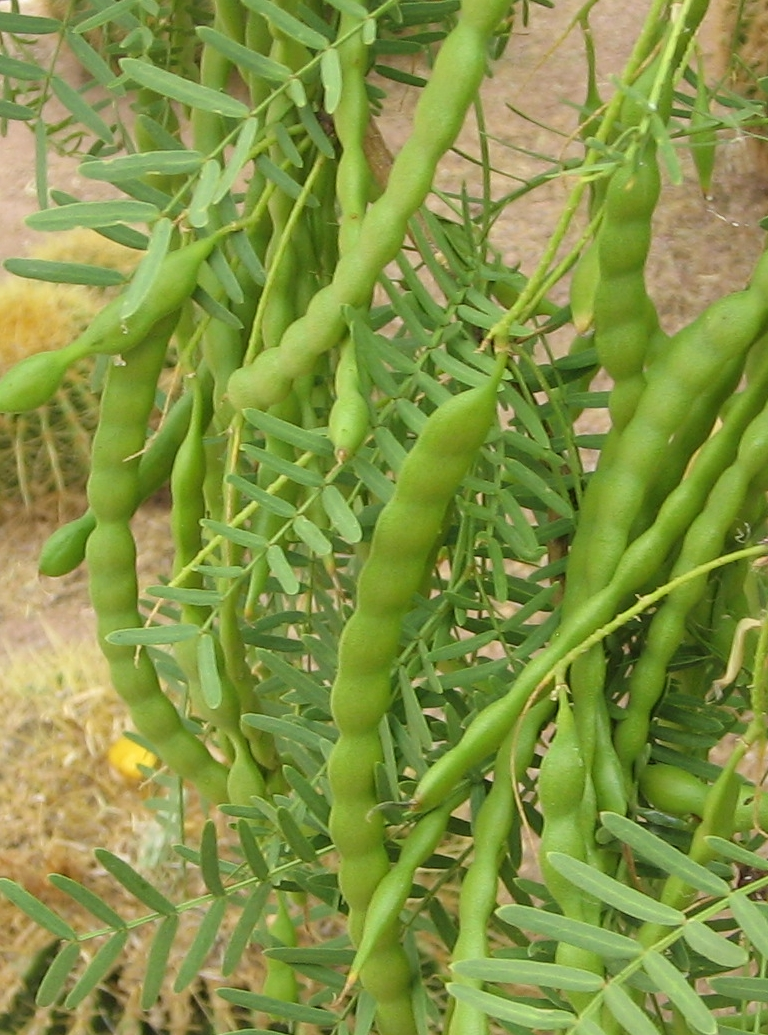
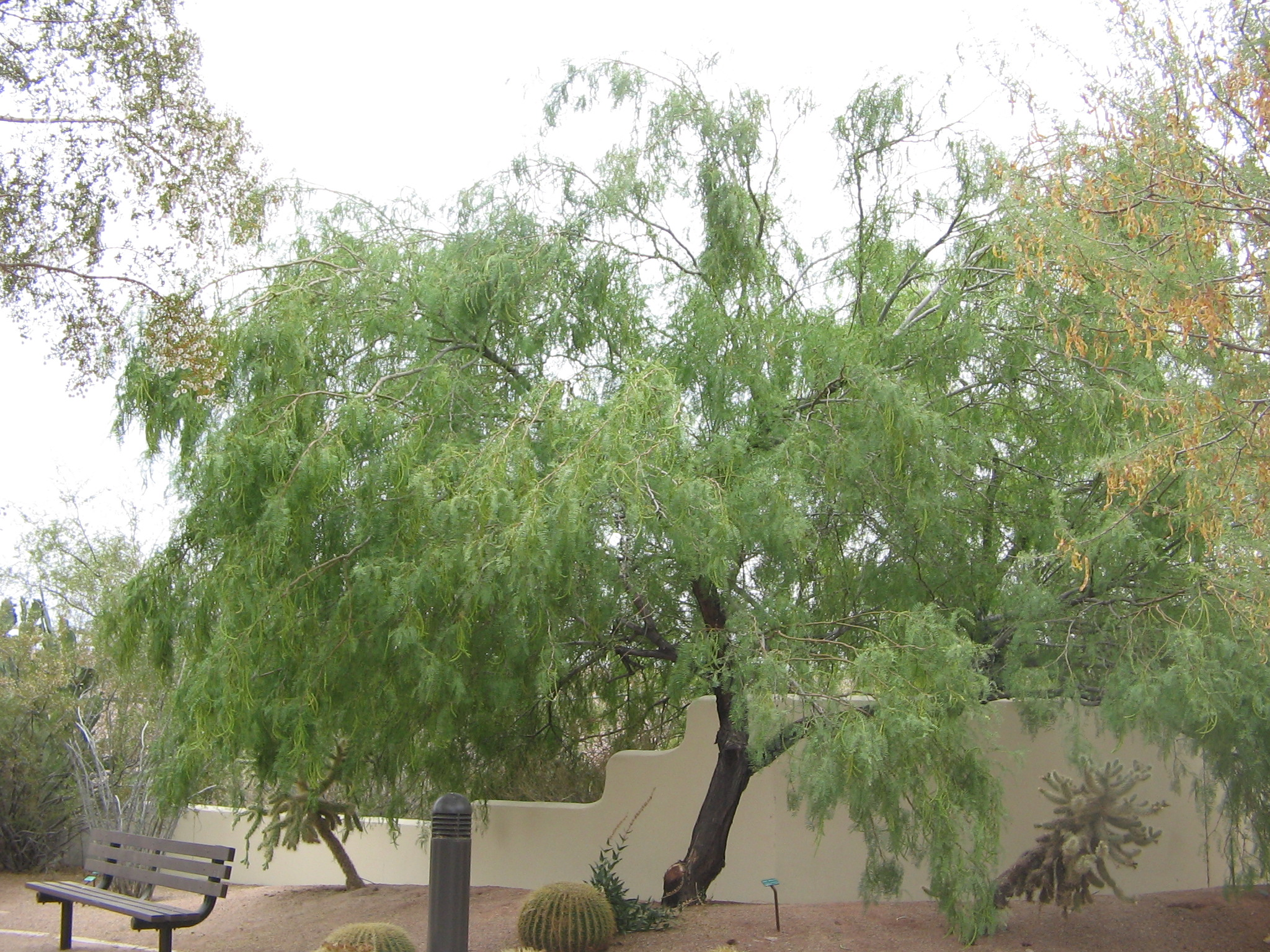
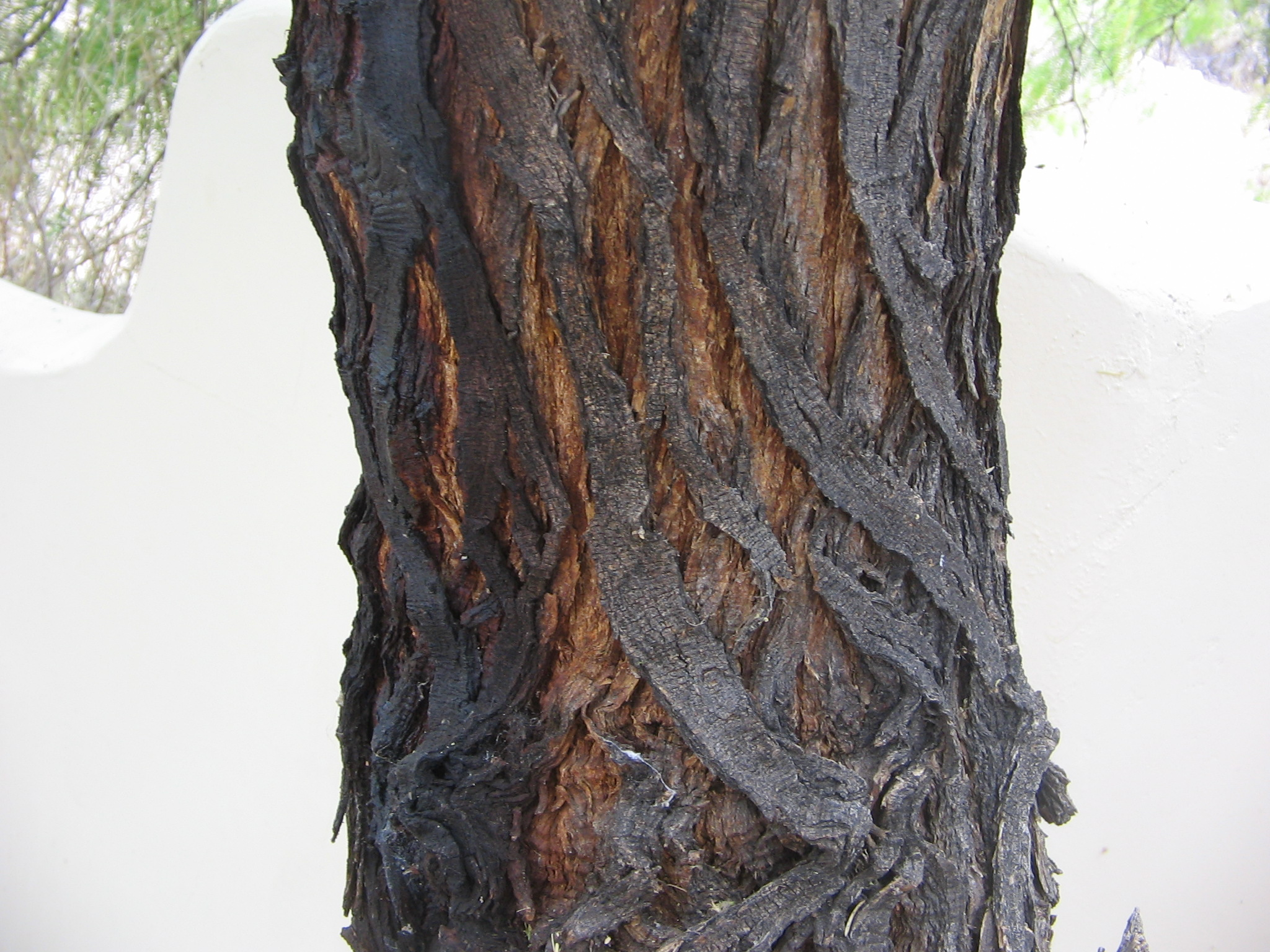
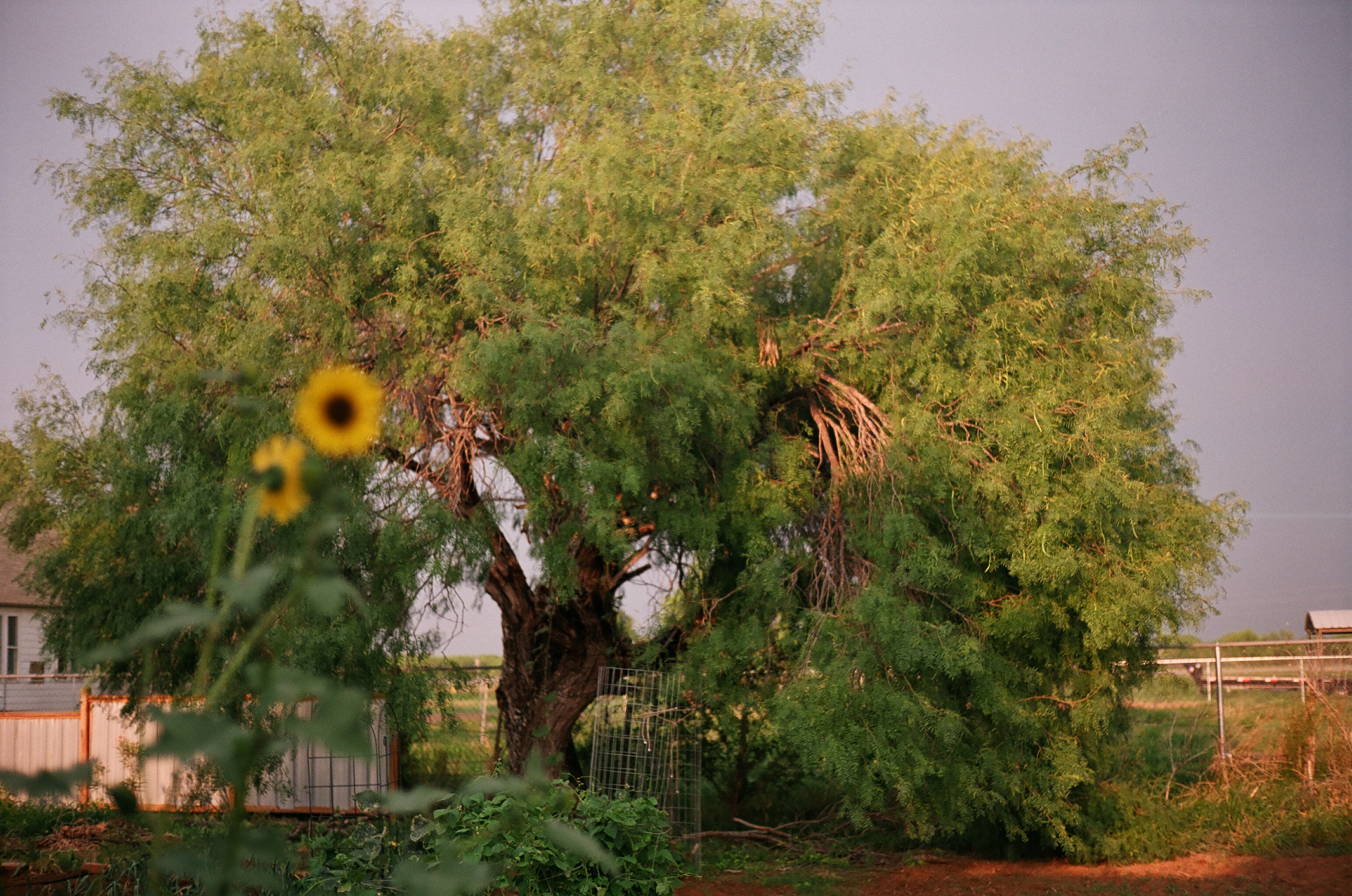
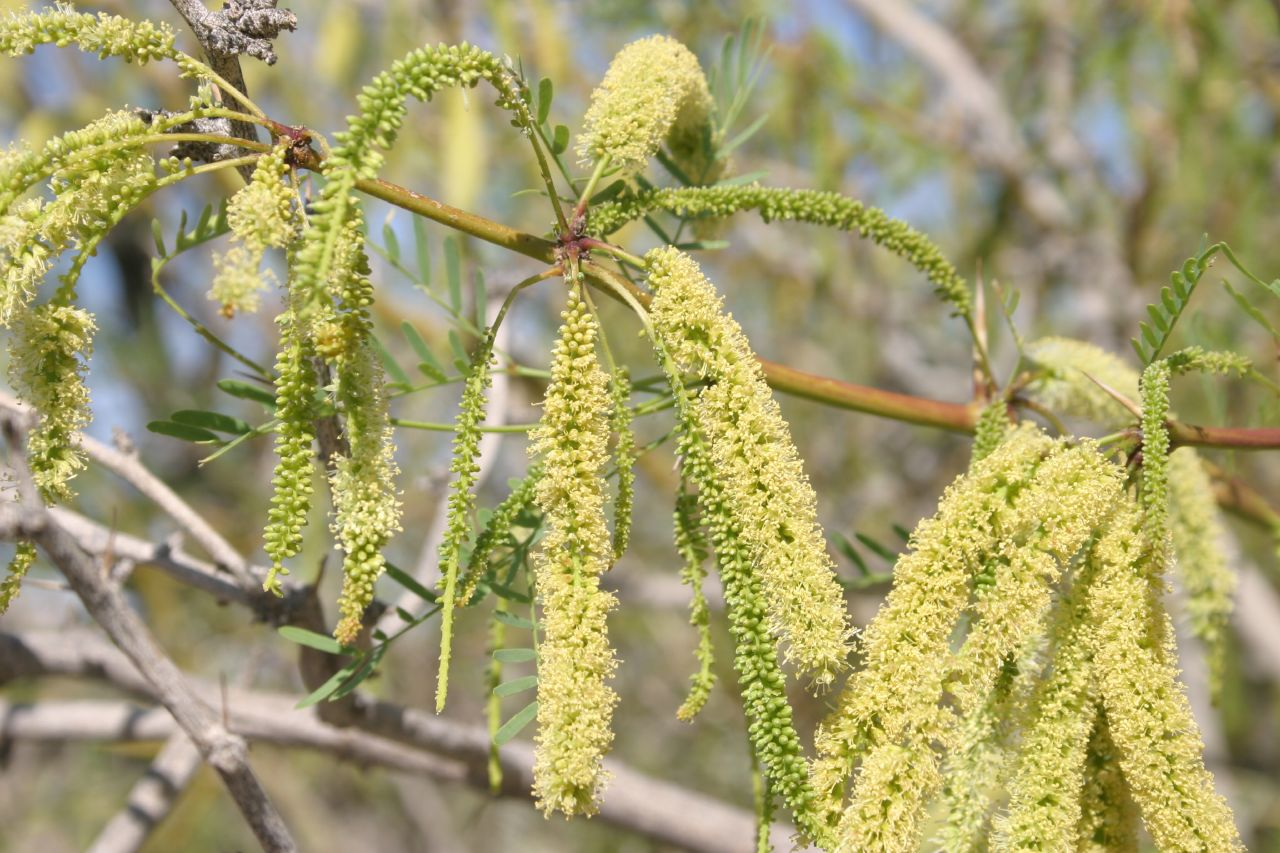
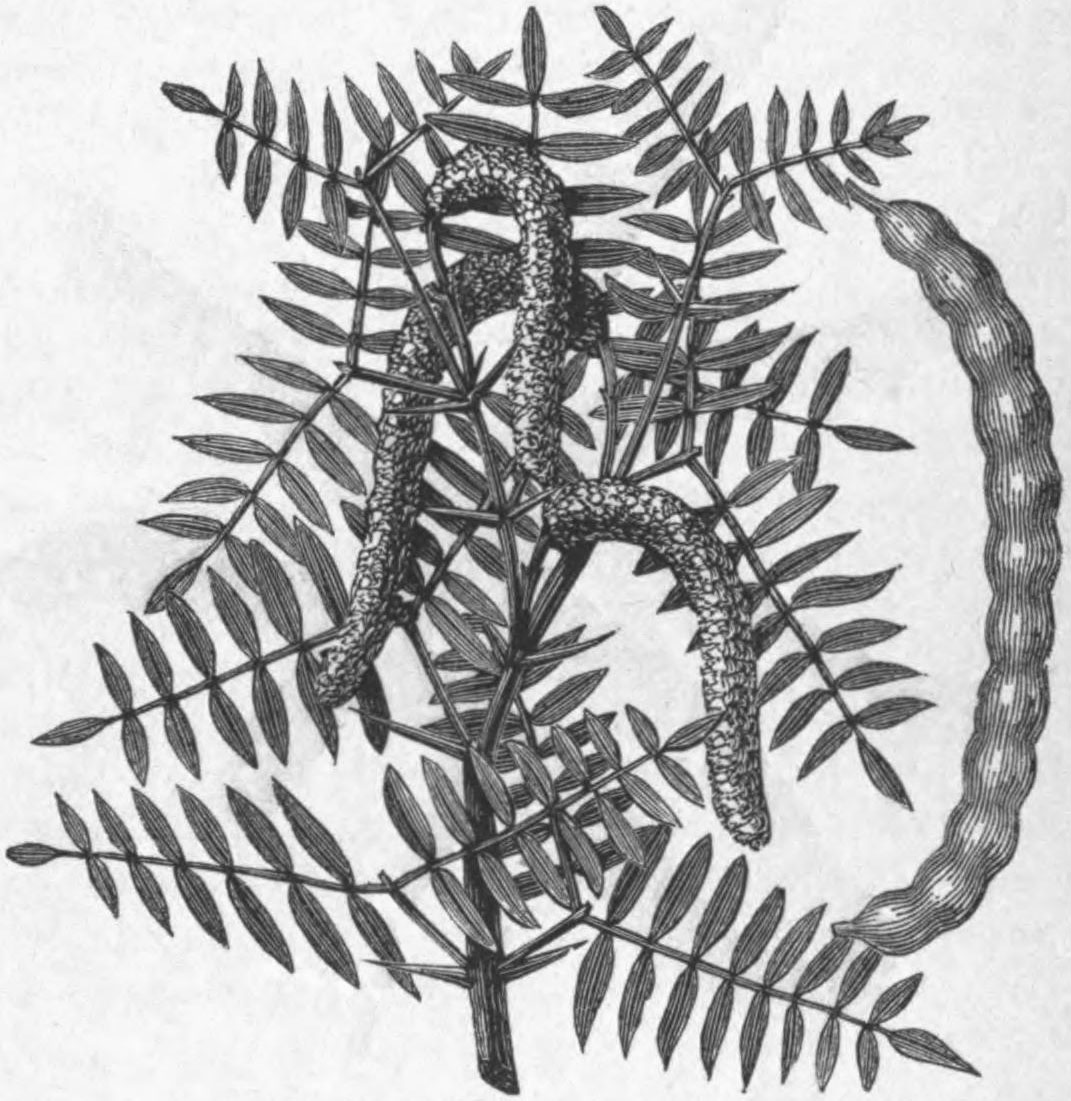